# Halfvleugeligen
Halfvleugeligen of snavelinsecten (Hemiptera) vormen een orde van insecten waarvan de soorten over de gehele wereld voorkomen. Tot de snavelinsecten behoren alle wantsen, bladluizen en cicaden. Er zijn ongeveer 80.000 soorten die in grootte verschillen van enkele millimeters tot ongeveer 15 cm.
De Latijnse aanduiding Hemiptera gaat terug op het Griekse ἡμι- ('hemi'; "half") en πτερόν ('pteron'; "vleugel"), en verwijst naar de voorvleugels van veel halfvleugeligen, waarvan het voorste gedeelte verhard is en het achterste deel een zacht membraan vormt. 
Aangezien veel soorten van plantensappen leven, wordt een groot aantal gezien als plaaginsect. Snavelinsecten zijn een complexe groep van dieren die er totaal verschillend kunnen uitzien. Verschillende deelgroepen zoals de cicaden zijn nog enigszins gelijkend maar de wantsen en de blad- en schildluizen kennen een enorme variatie in lichaamsvorm en levenswijze. 
Met name de wantsen zijn een enorm gevarieerde groep waarvan een aantal soorten ook in het water kan worden aangetroffen. De cicaden echter leven nooit in het water, als larve leven ze vaak ondergronds en de volwassen dieren leven op planten. 
De bladluizen zijn berucht omdat ze in grote aantallen kunnen voorkomen in tuinen, plantages en kassen. Ze hebben als bijzonderheid dat een aantal soorten eierlevendbarend is, de jongen komen levend ter wereld en niet in een ei. 

## Taxonomie
- Onderorde Auchenorrhyncha
- Onderorde Clypeorrhyncha
- Onderorde Coleorrhyncha
- Onderorde Heteroptera (Wantsen)
- Onderorde Sternorrhyncha (Plantenluizen)